# 田中久重
田中 久重（たなか ひさしげ、寛政11年9月18日（1799年10月16日） - 明治14年（1881年）11月7日）は、江戸時代後期から明治にかけての発明家。「東洋のエジソン」「からくり儀右衛門」と呼ばれた。芝浦製作所（後の東芝の重電部門）の創業者。

## 生涯

### 田中製作所の設立まで
寛政11年9月18日（1799年10月16日）、筑後国久留米（現・福岡県久留米市）の鼈甲細工師・田中弥右衛門の長男として生まれた。幼名は儀右衛門。

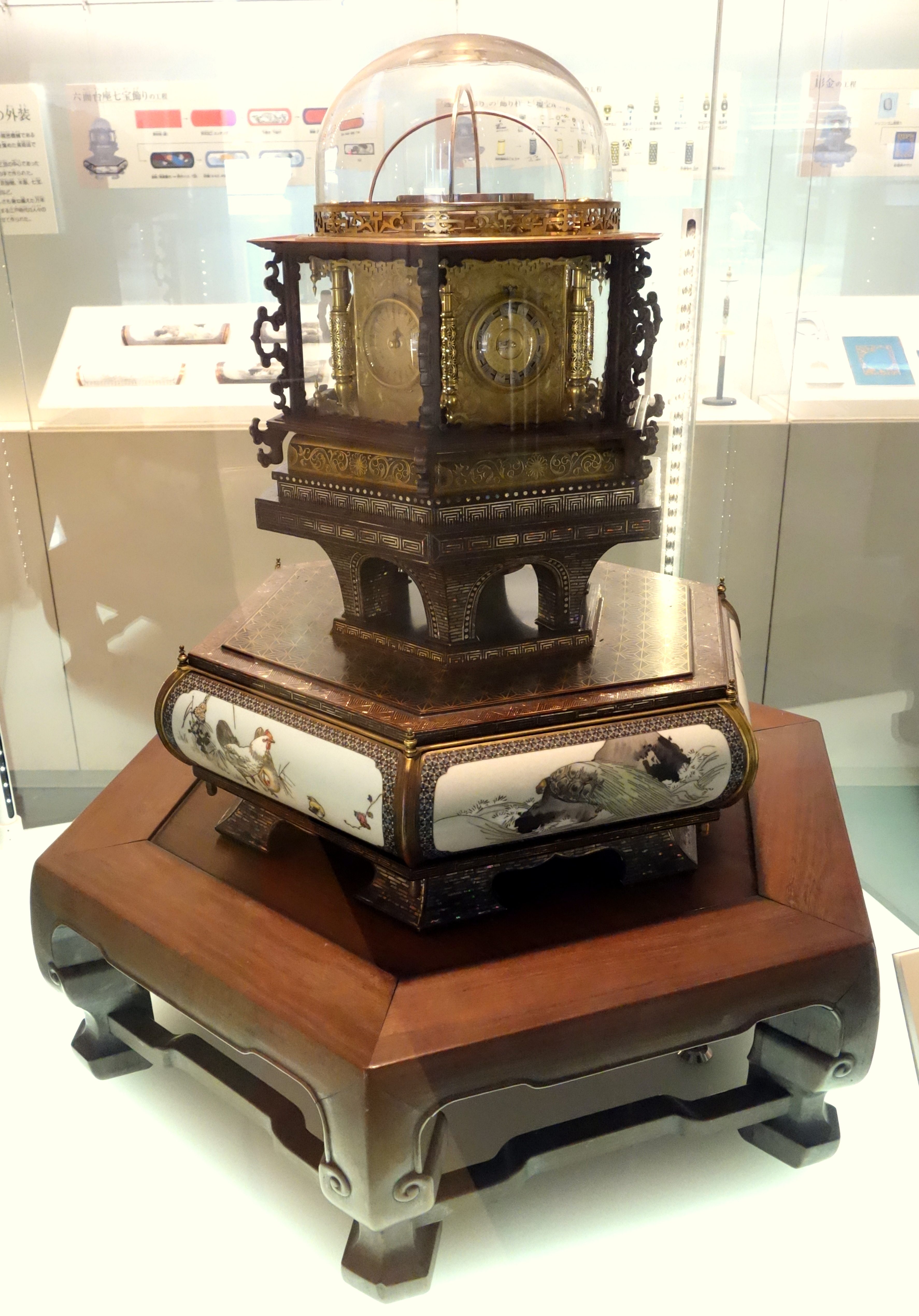
万年時計こと万年自鳴鐘（和時計）

幼い頃から才能を発揮し、五穀神社（久留米市通外町）の祭礼では当時流行していたからくり人形の新しい仕掛けを次々と考案して大評判となり、「からくり儀右衛門」と呼ばれるようになる。20代に入ると九州各地や大阪・京都・江戸でも興行を行い、各地にその名を知られるようになる。彼の作で現存するからくり人形として有名なものに「弓曳童子」と「文字書き人形」があり、からくり人形の最高傑作といわれている。
天保5年（1834年）には上方へ上り、大坂船場の伏見町（大阪市中央区伏見町）に居を構えた。同年に折りたたみ式の「懐中燭台」、天保8年（1837年）に圧縮空気により灯油を補給する灯明の「無尽灯」などを考案した。その後京都へ移り、弘化4年（1847年）に天文学を学ぶために土御門家に入門。嘉永2年（1849年）には、優れた職人に与えられる「近江大掾」（おうみだいじょう）の称号を得た。翌嘉永3年（1850年）には、天動説を具現化した須弥山儀（しゅみせんぎ）を完成させた。この頃に蘭学者の廣瀨元恭が営む「時習堂」（じしゅうどう）に入門し、様々な西洋の技術を学ぶ。嘉永4年（1851年）には、季節によって昼夜の時刻の長さの違う不定時法に対応して文字盤の間隔が全自動で動くなどの、様々な仕掛けを施した「万年自鳴鐘」を完成させた。

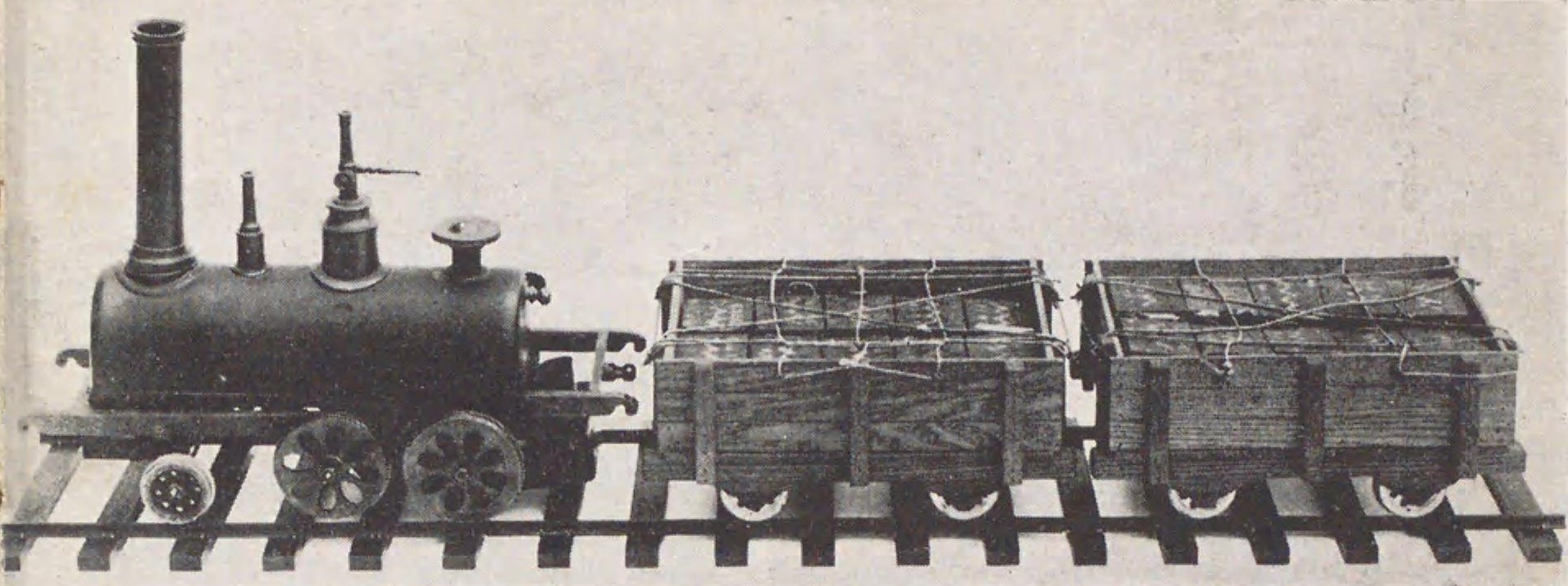
田中久重らが製作した蒸気機関車の模型（1855年）

その後、再び西下して佐賀に移住した久重は、嘉永6年（1853年）、佐野常民の薦めで蘭学狂いといわれた鍋島直正が治める肥前国佐賀藩の精煉方に着任し、国産では日本初の蒸気機関車及び蒸気船の模型を製造する。また、軍事面では反射炉の設計（改築）と大砲製造に大きく貢献した。文久元年（1861年）には佐賀藩の三重津海軍所で、藩の蒸気船「電流丸」の蒸気罐製造の担当となり、文久2年（1862年）には幕府蒸気船の千代田形蒸気罐の修繕を行う。文久3年（1863年）には実用的に運用された国産初の蒸気船である「凌風丸」（御召浅行小蒸気船）建造の中心的メンバーとなっている。これらの文献記録を裏付けるように、三重津海軍所では鉄板圧着に使う鉄鋲（リベット）が多量に出土しており、蒸気罐組立に伴う遺物の可能性が高いと報告されている。元治元年（1864年）には佐賀から久留米に帰り、久留米藩の軍艦購入や銃砲の鋳造に携わり、同藩の殖産興業等にも貢献した。

### 田中製造所の設立と晩年
明治6年（1873年）に、新政府の首都となった東京に移る。75歳となった明治8年（1875年）に東京・京橋区南金六町9番地（現在の銀座8丁目9番15号）に電信機関係の製作所・田中製造所を設立。

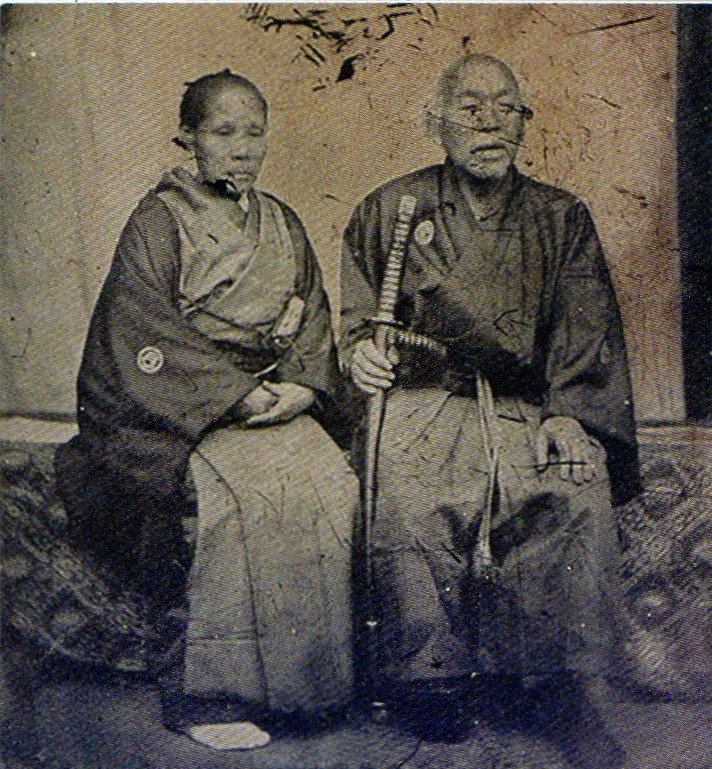
田中久重夫妻

明治14年（1881年）11月7日、82歳で死去。墓所は青山霊園。久重の死後、田中製造所は養子の田中大吉と2代目が引き継いで芝浦に移転し、株式会社芝浦製作所となる。後に東京電気株式会社と合併、東京芝浦電気株式会社となり、これが現在の東芝の基礎となった。高い志を持ち、創造のためには自らに妥協を許さなかった久重は、「知識は失敗より学ぶ。事を成就するには、志があり、忍耐があり、勇気があり、失敗があり、その後に、成就があるのである」との言葉を残している。昭和6年（1931年）、従五位を追贈された。
田中製作所に勤め後に独立などをした人物。
- 沖牙太郎：大吉と同僚で久重の製作所にも出向していた。明工舎（現在の沖電気）創業者。
- 宮田政治郎：モリタ宮田工業創業者、宮田栄助の次男で久重の製作所に勤務。
- 池貝庄太郎：池貝の創業者。
- 石黒慶三郎：アンリツ創業者の1人。
- 田岡忠次郎、三吉正一など。

## 家系
- 父：田中弥右衛門、母
  - 長男：久重、妻：與志子（与志）
    - 長女：美津
    - 養子：重儀（1816年～1864年。二代目　儀右衛門を名乗る。浜崎大吉の長男で岩吉といった。後に弥三郎、重儀と改名。久重の長女、美津の夫[4]。息子の岩次郎と共にアームストロング砲の研究中に精神を病み錯乱状態になった同僚の秀島藤之進に殺害された。墓所は天祐寺。
      - 林太郎（重儀の養子。中村喜助（奇輔）の次男で９歳で養子になる）[5]
        - 不二（明治10年～大正11年。藤山種廣の次男。林太郎の娘、芳子の婿養子）
          - 儀一（明治35年～昭和60年）

    - 養子：田中大吉（1846年～1905年。二代目田中久重を名乗る。久留米の金属匠・金子荘右衛門の子。1865年に初代久重の養子となり、久重没後に田中製作所を継ぐ。1886年に海軍中尉に伴って渡欧し工場を視察、帰国後工部大学校出身者を採用し、工学博士らを顧問に招くなどして技術開発に力を入れたが、経営不振となり、1893年に経営が三井に移り、退職）[6][7][5][8]

  - 弟[9]、妹：いね

## 現代における田中久重

### 作品の修復・復元

#### 万年自鳴鐘
1851年に製作され、「万年時計」として知られたこの時計は重要文化財に指定されている。平成16年（2004年）に東芝、セイコーなどの研究者によって分析・復元され、レプリカが平成17年（2005年）の愛・地球博で展示された。この復元作業には100人の技術者が携わり最新の機材を投入したが、解析に時間がかかり、愛・地球博の開催日までに動力の発条（ぜんまいばね）に使われている分厚い真鍮板を調達できなかった事などを理由に展示されたレプリカは完璧な復元には至らなかった（開催中はステンレス製のぜんまいが代用された）が、後に原品どおりの材料でレプリカが完成した（レプリカは令和6年（2024年）6月まで神奈川県川崎市の東芝未来科学館で一般公開されていた）。現在「万年自鳴鐘」の原品は国立科学博物館に寄託され、平成19年（2007年）には機械遺産（22号）に認定された。

#### 弓曳童子

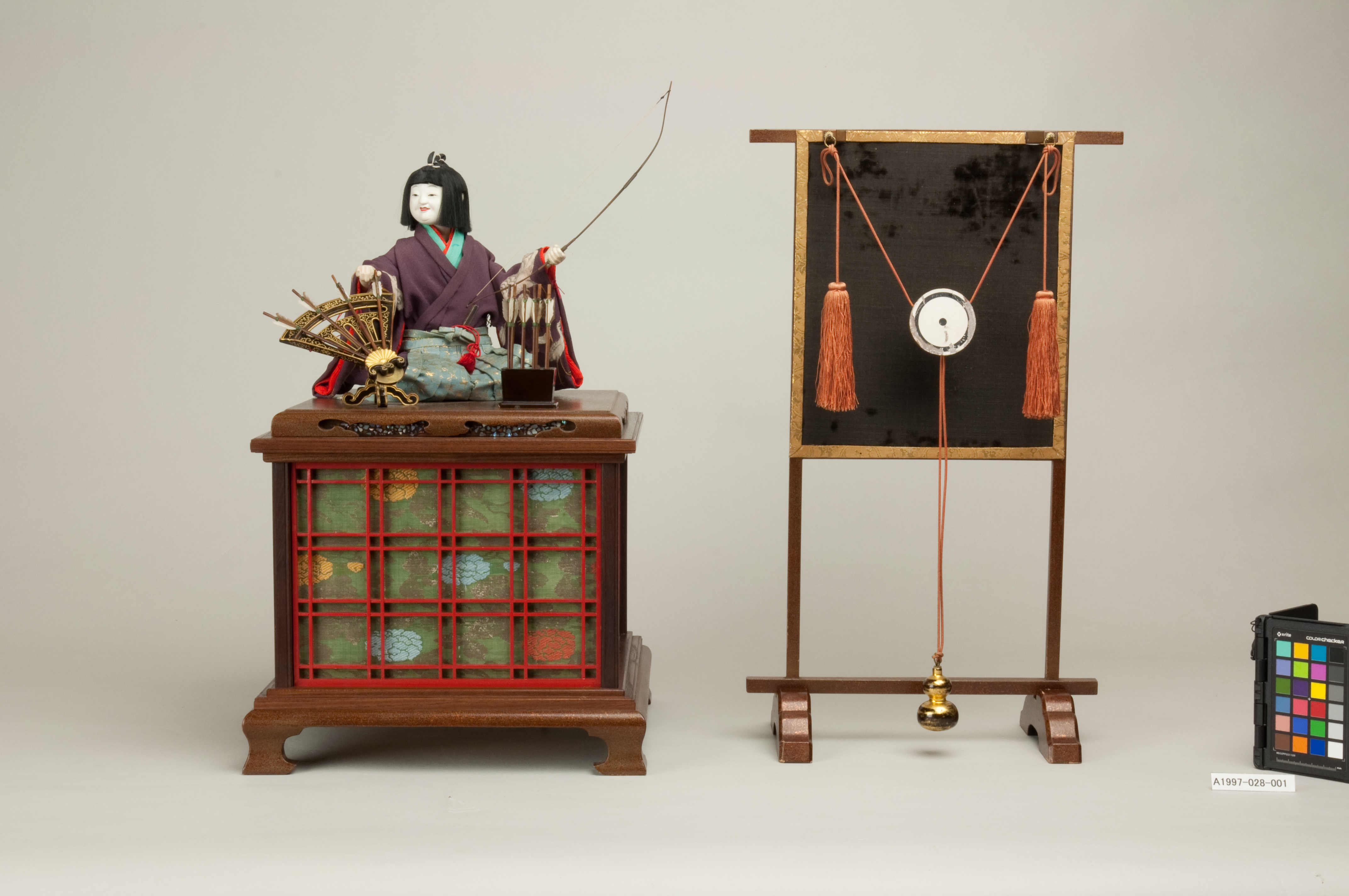
弓曳童子

1990年代に徳川家と前川家で発見された2体の「弓曳童子」は峰崎十五によって修復・復元された後、それぞれトヨタ産業技術記念館（名古屋市）と久留米市教育委員会によって所蔵されている。 久留米市教育委員会が所有する弓曳童子は補修を施し復元させた大阪寝屋川市の東野進より5000万円で購入した。

#### 文字書き人形

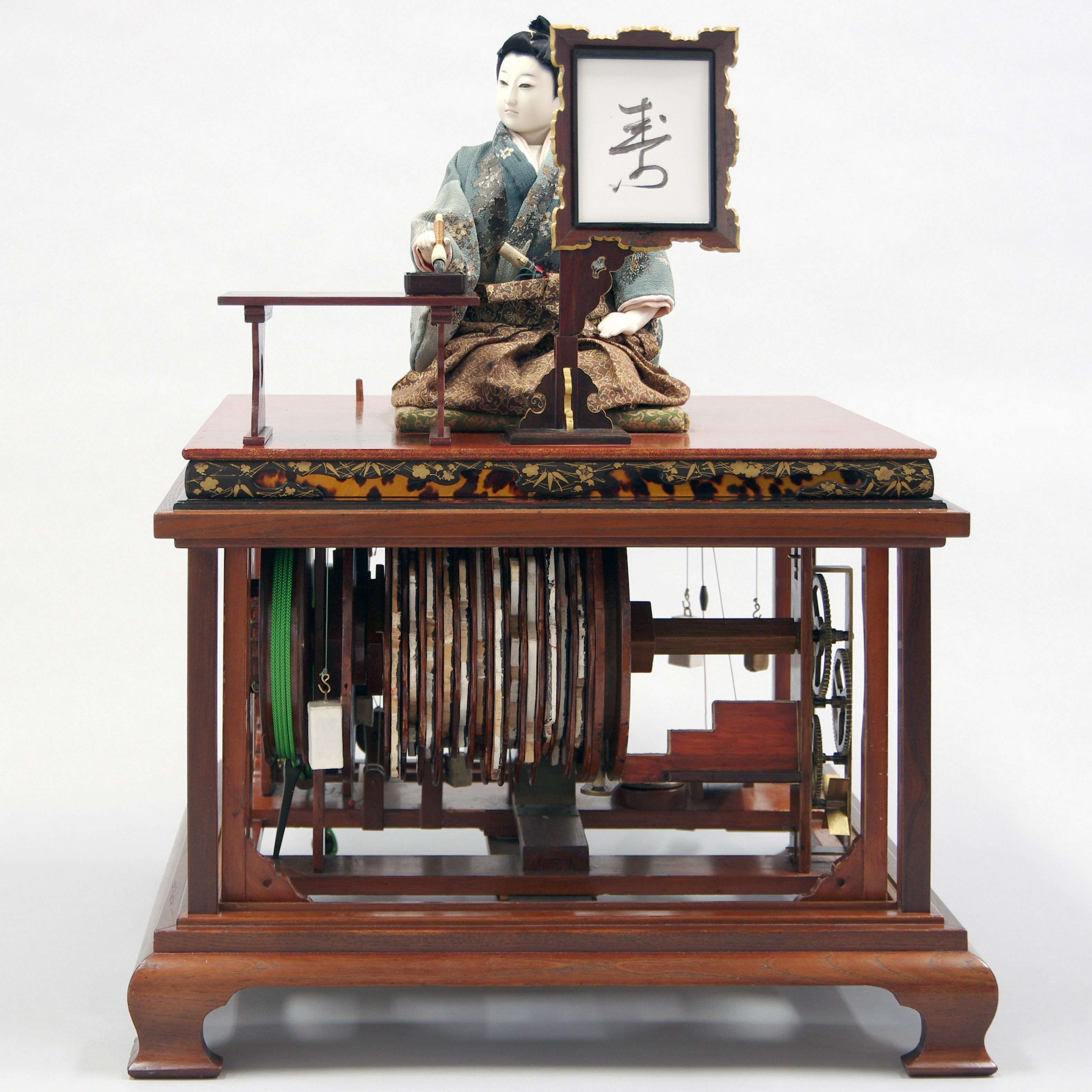
文字書き人形

「寿」「松」「竹」「梅」の4文字が書ける「文字書き人形」が、平成3年（1991年）にアメリカにあることがわかり、平成16年（2004年）に日本に持ち帰られ、東野進が修復した上で、翌年の愛・地球博で展示された。現在は久留米市教育委員会が所有している（購入金額6000万円）。

### 劇作における田中久重

#### テレビドラマ
- からくりや儀右衛門 - 当人（山村聡）と妻・よし（京塚昌子）を中心として、蒸気船開発を志した背景をホームドラマ形式で描いたTBSの東芝日曜劇場の中の一話。1968年製作。プロデューサー・石井ふく子、脚本・平岩弓枝。
- からくり儀右衛門 - 当人の少年時代を少年・少女向けに大幅な脚色を交えてドラマ化したもの。1969年から1970年まで放送。NHK製作。後番組は『へこたれんぞ』。
- JIN-仁- - 2011年5月22日放送分、TBS製作。演者は浅野和之。慶応2年（1866年）、長崎を訪れた主人公の講義を偽名で聴きに来る。手がけた発明品を数え、息子と養子を佐賀藩士に斬り殺されたエピソードを明かす。講義では主人公を質問攻めにし、主人公からもらった豆電球に目を輝かす。ドラマは東芝が主要スポンサー（当時）の日曜劇場で放送されたが、原作にも登場する描写である。主人公の手術中に手元を照らす明かりとして無尽灯も登場した。

#### 舞台
- オフィス・ワンダーランド「からくり儀右衛門」竹内一郎作・演出　2011年5月　紀伊国屋ホール